# Marge the Lumberjill
«Marge the Lumberjill» (укр. «Мардж — лісоруб») — шоста серія тридцять першого сезону мультсеріалу «Сімпсони», прем'єра якої відбулась 10 листопада 2019 року у США на телеканалі «Fox».

## Сюжет
У Спрінґфілдській початковій школі діти виконують драматичні сцени, які вони самі писали на основі телешоу чи відео на «YouTube». Ближче до кінця, Ліса Сімпсон представляє сцену за мотивами своєї родини. Це змушує Мардж почуватися незручно від того, як люди ззовні сприймають її — як нудну. Щоб змінити ці уявлення, Мардж намагається зробити смішну проповідь у Першій церкві Спрінґфілда, але не вдається.
Повертаючись додому, блискавка влучає у дерево, яке падає на багажник авто Сімпсонів. Наступного дня Гомер починає рубати стовбур, але незабаром кидає це і лягає спати на свій гамак. Мардж починає рубати його сама. Патті запрошує свою подругу-лісоруба Полу спостерігати, як вона виконує цю роботу. Пола вирішує професійно тренувати Мардж і запрошує її стати жінкою-лісорубом.
Зрештою, Мардж займається лісорубним спортом і бере участь у команді з Полою у Спрінґфілдському змаганні лісорубів, яке вони виграють проти інших чоловіків. У цей момент Патті говорить Гомеру, що Пола — лесбійка, що змушує Гомера побоюватися, що Пола спробує викрасти Мардж від нього. Пола просить Мардж стати її партнеркою, під час місячних навчань місяць у Портленді, штат Орегон, і вона приймає, посилюючи занепокоєння Гомера.
Через місяць Гомер і діти їдуть до Портленда, щоб повернути її. Мардж проживає в будинку з Полою і не впевнена, що повернеться наступного дня після змагань додому.
На змаганнях жінки перемагають, і Пола говорить Гомеру, що вона не цікавиться романтично Мардж — у неї є дружина і вони мають власну дитину. Вона також запевняє Гомера, що вони з Мардж — просто хороші друзі і що Мардж може повертатися тренуватися з нею в будь-який час. За порадою Поли Гомер пропонує Мардж їхати додому, на що вона погоджується.
У фінальній сцені Гомер купує Меґґі іграшкову бензопилку, щоб в майбутньому вона могла зацікавитись лісорубством. Однак, почувши звук іграшки, вона злякається її.

## Виробництво
Виконавчий продюсер Ел Джін заявив, що після смерті Рассі Тейлор 26 липня 2019 року, її персонажі Мартін Принс, Шеррі і Террі й Утер Зоркер не будуть забрані з мультсеріалу і будуть озвучуватися актрисою Ґрей Делайл починаючи з цієї серії.

## Цікаві факти і культурні відсилання
- Серія вийшла за 2 дні до запуску стримінґового сервісу «Disney+», до чого відсилається напис на рекламному щиті у заставці.
- Творець мультсеріалу Метт Ґрюйнінґ виріс у Портленді. Багато персонажів та місця знаходження є з району Портленда та західного Орегону. Фактичні назви вулиць Портленда були використані як імена персонажів «Сімпсонів». Ці вулиці Портленда показані у серії, коли Гомер з дітьми прибуває туди.

## Ставлення критиків і глядачів
Під час прем'єри серію переглянули 5 млн осіб з рейтингом 1.8, що зробило її найпопулярнішим шоу на каналі «Fox» тієї ночі.
Денніс Перкінс з «The A.V. Club» дав серії оцінку B-, сказавши, що «вся залишає приємне почуття надзвичайно несуттєвим, тим більше, що вона не наповнена великими жартами».
Тоні Сокол з «Den of Geek» дав серії дві з половиною з п'яти зірок, сказавши:
|  | Серія — прохолодна. Вона надто легковажно зачіпає напруженість сексуальної орієнтації і не надто заглиблюється в небезпеку подружжя, щоб викликати реальну напругу. Все виходить «добре», Мардж погоджується повернутися додому, які і сам епізод… |

Згідно з голосуванням на сайті The NoHomers Club більшість фанатів оцінили серію на 2/5 із середньою оцінкою 2,27/5.